# ليا ماير
ليا ماير (ولدت في 16 سبتمبر 1997) هي لاعبة ألعاب قوى ألمانية، متخصصة في سباق 3000 متر موانع. فازت بالميدالية الفضية في سباق 3000 متر موانع في بطولة أوروبا 2022 في ميونيخ. قبل ذلك، تنافست في سباق 3000 متر للسيدات في بطولة أوروبا لألعاب القوى داخل الصالات المغلقة 2021.